# Fútbol en los Juegos del Océano Índico 2015
El torneo de fútbol masculino en los Juegos del Océano Índico 2015 (en francés: Jeux des îles de l'océan Indien 2015) se celebró en Reunión. El sorteo para el torneo de fútbol se realizó en Saint-Denis el 14 de mayo de 2015.

## Equipos
- Comoras
- Madagascar
- Maldivas
- Mauricio
- Mayotte
- Reunión
- Seychelles

## Fase de Grupos

### Grupo A
| Pos. | Equipo     | PJ | PG | PE | PP | GF | GC | GD | Pts | Clasificación             |
| ---- | ---------- | -- | -- | -- | -- | -- | -- | -- | --- | ------------------------- |
| 1    | Mayotte    | 3  | 2  | 1  | 0  | 5  | 2  | +3 | 7   | Avanza a la Segunda Ronda |
| 2    | Madagascar | 3  | 1  | 1  | 1  | 5  | 4  | +1 | 4   | Avanza a la Segunda Ronda |
| 3    | Seychelles | 3  | 1  | 0  | 2  | 4  | 3  | +1 | 3   |                           |
| 4    | Maldivas   | 3  | 1  | 0  | 2  | 3  | 8  | -5 | 3   |                           |

| 31 de julio de 2015 | Seychelles | 3-0     | Madagascar | Stade Jean-Ivoula, Saint-Denis, Reunión, |                          |
|                     |            | Reporte |            | Árbitro(s): Steeve Dubec                 | Árbitro(s): Steeve Dubec |

| 31 de julio de 2015 | Maldivas  | 1-3     | Mayotte                                       | Stade Jean-Allane, Saint-Benoît, Reunión, |                                 |
|                     | Umair 12' | Reporte | Ben Yahaya 54' · Rasolofo 83' · Noussoura 88' | Árbitro(s): Dharamveer Hurbungs           | Árbitro(s): Dharamveer Hurbungs |

| 2 de agosto de 2015 | Seychelles | 1-2     | Maldivas                  | Stade Baby-Lariviere, Saint-André, Reunión, |                               |
|                     | Esther 5'  | Reporte | Umair 28' (pen.) imaz 43' | Árbitro(s): Imtehaz Heeralall               | Árbitro(s): Imtehaz Heeralall |

| 2 de agosto de 2015 | Mayotte  | 1-1     | Madagascar  | Stade Michel Volnay, Saint-Pierre, Reunión, |                          |
|                     | Faya 28' | Reporte | Vombola 77' | Árbitro(s): Steeve Dubec                    | Árbitro(s): Steeve Dubec |

| 4 de agosto de 2015 | Maldivas | 0-4     | Madagascar                                          | Stade Baby-Lariviere, Saint-André, Reunión, |                               |
|                     |          | Reporte | Simouri 44' 46' · Rakotoarimalala 70' · Vombola 90' | Árbitro(s): Imtehaz Heeralali               | Árbitro(s): Imtehaz Heeralali |

| 4 de agosto de 2015 | Maldivas | 1-3     | Mayotte             | Stade Michel Volnay, Saint-Pierre, Reunión, |                                 |
|                     |          | Reporte | Rasolofo 66' (pen.) | Árbitro(s): Dharamveer Hurbungs             | Árbitro(s): Dharamveer Hurbungs |

### Grupo B
| Pos. | Equipo   | PJ | PG | PE | PP | GF | GC | GD | Pts | Clasificación             |
| ---- | -------- | -- | -- | -- | -- | -- | -- | -- | --- | ------------------------- |
| 1    | Reunión  | 2  | 2  | 0  | 0  | 5  | 4  | +4 | 6   | Avanza a la Segunda Ronda |
| 2    | Mauricio | 2  | 1  | 0  | 1  | 5  | 3  | +2 | 3   | Avanza a la Segunda Ronda |
| 3    | Comoras  | 2  | 0  | 0  | 2  | 4  | 0  | -6 | 0   |                           |

| 31 de julio de 2015 | Reunión | 1-0     | Mauricio | Stade Michel Volnay, Saint-Pierre, Reunión,          |                                                      |
|                     |         | Reporte |          | Asistencia: 5.000 espectadores Árbitro(s): Omar Said | Asistencia: 5.000 espectadores Árbitro(s): Omar Said |

| 2 de agosto de 2015 | Comoras | 0-3     | Mauricio | Stade Georges Lambrakis, Le Port, Reunión, |                       |
|                     |         | Reporte |          | Árbitro(s): Zaeem Ali                      | Árbitro(s): Zaeem Ali |

| 4 de agosto de 2015 | Reunión | 3-0     | Comoras | Stade Jean-Ivoula, Saint-Denis, Reunión, |                       |
|                     |         | Reporte |         | Árbitro(s): Omar Said                    | Árbitro(s): Omar Said |

## Fase final
|  | Semifinales | Semifinales |   |             | Final        | Final |  |
|  |             |             |   |             |              |       |  |
|  |             |             |   |             |              |       |  |
|  | 6 de Agosto |             |   |             |              |       |  |
|  | Mayotte     | 2           |   |             |              |       |  |
|  | Mauricio    | 1           |   |             |              |       |  |
|  |             |             |   |             |              |       |  |
|  |             |             |   |             | 8 de Agosto  |       |  |
|  |             |             |   |             | Mayotte      | 1     |  |
|  |             | Reunión     | 3 |             |              |       |  |
|  |             |             |   |             |              |       |  |
|  |             |             |   |             |              |       |  |
|  |             |             |   |             | Tercer lugar |       |  |
|  | 6 de Agosto | 6 de Agosto |   | 7 de Agosto | 7 de Agosto  |       |  |
|  | Reunión     | 1           |   | Mauricio    | 3            |       |  |
|  | Madagascar  | 0           |   |             | Madagascar   | 1     |  |

### Semifinales
| 6 de agosto de 2015 | Mayotte                    | 2-1     | Mauricio   | Stade jean-Ivoula, Saint-Denis, Reunión, |                          |
|                     | Ben Yahaya 61' · Kamal 68' | Reporte | Sophie 55' | Árbitro(s): Steeve Dubec                 | Árbitro(s): Steeve Dubec |

| 6 de agosto de 2015 | Reunión        | 1-0     | Madagascar | Stade Michel Volnay, Saint-Pierre, Reunión, |                       |
|                     | Loricourt 117' | Reporte |            | Árbitro(s): Zaeem Ali                       | Árbitro(s): Zaeem Ali |

### Tercer Lugar
| 7 de agosto de 2015 | Mauricio                      | 3-1     | Madagascar    | Stade Georges Lambrakis, Le Port, Reunión, |                          |
|                     | Sophie 83' 85' · Perticot 89' | Reporte | Simouri 90+5' | Árbitro(s): Nelson Emile                   | Árbitro(s): Nelson Emile |

### Final
| 8 de agosto de 2015 | Mayotte         | 1-3     | Reunión                      | Stade Jean-Ivoula, Saint-Denis, Reunión, |                           |
|                     | Attoumani 90+1' | Reporte | Fontaine 7' 17' · Boesso 67' | Árbitro(s): Abdoul Kanoso                | Árbitro(s): Abdoul Kanoso |

## Ranking Final
| Pos. | Equipo     | PJ | PG | PE | PP | GF | GC | GD | Pts |
| ---- | ---------- | -- | -- | -- | -- | -- | -- | -- | --- |
| 1    | Reunión    | 4  | 4  | 0  | 0  | 10 | 5  | +5 | 12  |
| 2    | Mayotte    | 5  | 3  | 1  | 1  | 8  | 6  | +2 | 10  |
| 3    | Mauricio   | 4  | 2  | 0  | 2  | 7  | 4  | +3 | 6   |
| 4    | Madagascar | 5  | 1  | 1  | 3  | 6  | 8  | -2 | 4   |
| 5    | Seychelles | 3  | 1  | 0  | 2  | 4  | 3  | +1 | 3   |
| 6    | Maldivas   | 3  | 1  | 0  | 2  | 3  | 8  | -5 | 3   |
| 7    | Comoras    | 2  | 0  | 0  | 2  | 4  | 0  | -6 | 0   |